# Championnats du Sud de la France
Les Championnats du Sud de la France étaient un tournoi de tennis se déroulant de 1895 à 1939 et organisé par le Nice Lawn Tennis Club.

## Histoire
Le Lawn Tennis a été introduit sur la Côte d'Azur par les hivernants britanniques, qui séjournaient chaque année depuis la reine Victoria y ait passé des différents séjours à la fin des années 1800 (Menton en 1882, Grasse en 1891, Hyères en 1892, Nice en 1895). Le climat de décembre à mars était généralement favorable aux activités en plein air et un certain nombre d'événements fut organisés à Nice, dont le Championnat du Sud de la France, considéré comme le meilleur de ces premiers tournois se déroulant sur le continent. Les autres tournois furent regroupées dans l'inofficiel circuit de la Côte d'Azur, séries de tournois hivernaux réunissant les plus grands noms de l'époques.
Le Nice Lawn Tennis Club a été fondée en 1890 à la place Mozart de Nice, et la première édition du tournoi se tient en 1895. Les dates de l'événement ont fluctué entre février et avril, et en 1923 le club déménage au Parc Imperial. C'était l'un des premiers événements ouverts aux joueurs internationaux. 
Après la Seconde Guerre mondiale les trois tournois de Nice (Sud de France, Nice LTC Championships et tournoi de la Ville de Nice) sont progressivement regroupés en un seul. Le tournoi masculin survécu après début de l'ère Open jusqu'en 1999, puis de 2010 à 2016. Le dernier tournoi féminin à Nice s'est déroulé en 2001.

## Palmarès

### Masculin
| No | Date       | Nom et lieu du tournoi                                  | Catégorie                                               | Surface                                                 | Vainqueur                                               | Finaliste                                               | Score                                                   |                                                         |
| -- | ---------- | ------------------------------------------------------- | ------------------------------------------------------- | ------------------------------------------------------- | ------------------------------------------------------- | ------------------------------------------------------- | ------------------------------------------------------- | ------------------------------------------------------- |
| 1  | 1895       | Championnats du Sud de la France, Nice                  |                                                         | Terre (ext.)                                            | A. F. Thomas                                            | Graf Victor Voß                                         | NC                                                      |                                                         |
| 2  | 1896       | Championnats du Sud de la France, Nice                  |                                                         | Terre (ext.)                                            | Joseph Hamilton De Robiglio                             | ?                                                       | ab.                                                     |                                                         |
| 3  | 1897       | Championnats du Sud de la France, Nice                  |                                                         | Terre (ext.)                                            | Reginald Doherty                                        | Graf Victor Voß                                         | 6–2, 6–4, 3–6, 6–1                                      |                                                         |
| 4  | 03-1898    | Championnats du Sud de la France, Nice                  |                                                         | Terre (ext.)                                            | Lawrence Doherty                                        | James Robert Hay-Gordon                                 | 6–1, 6–2, 6–1                                           |                                                         |
| 5  | 1899       | Championnats du Sud de la France, Nice                  |                                                         | Terre (ext.)                                            | Reginald Doherty                                        | Graf Victor Voß                                         | 6–0, 6–0, 6–0                                           |                                                         |
| 6  | 03-1900    | Championnats du Sud de la France, Nice                  |                                                         | Terre (ext.)                                            | Lawrence Doherty                                        | Reginald Doherty                                        | NC                                                      |                                                         |
| 7  | 21-03-1901 | Championnats du Sud de la France, Nice                  |                                                         | Terre (ext.)                                            | Lawrence Doherty                                        | Wilberforce Eaves                                       | 6–2, 6–3, 6–2                                           |                                                         |
| 8  | 03-1902    | Championnats du Sud de la France, Nice                  |                                                         | Terre (ext.)                                            | Lawrence Doherty                                        | Reginald Doherty                                        | NC                                                      |                                                         |
| 9  | 15-03-1903 | Championnats du Sud de la France, Nice                  |                                                         | Terre (ext.)                                            | Lawrence Doherty                                        | Sydney Howard Smith                                     | 5–7, 3–6, 6–3, 6–4, 6–3                                 |                                                         |
| 10 | 14-03-1904 | Championnats du Sud de la France, Nice                  |                                                         | Terre (ext.)                                            | Lawrence Doherty                                        | Josiah Ritchie                                          | 6–2, 6–3, 6–3                                           |                                                         |
| 11 | 03-1905    | Championnats du Sud de la France, Nice                  |                                                         | Terre (ext.)                                            | Lawrence Doherty                                        | Edward Roy Allen                                        | 6–3, 7–5, 7–5                                           |                                                         |
| 12 | 18-03-1906 | Championnats du Sud de la France, Nice                  |                                                         | Terre (ext.)                                            | Lawrence Doherty                                        | Anthony Wilding                                         | 6–3, 8-6, 6–2                                           |                                                         |
| 13 | 1907       | Championnats du Sud de la France, Nice                  |                                                         | Terre (ext.)                                            | Anthony Wilding                                         | Josiah Ritchie                                          | 6–0, 6–0, 6–3                                           |                                                         |
| 14 | 1908       | Championnats du Sud de la France, Nice                  |                                                         | Terre (ext.)                                            | Anthony Wilding                                         | Josiah Ritchie                                          | 6–0, 6–1, 6–2                                           |                                                         |
| 15 | 1909       | Championnats du Sud de la France, Nice                  |                                                         | Terre (ext.)                                            | Fred Alexander                                          | Josiah Ritchie                                          | 6–2, 6–1, 6–2                                           |                                                         |
| 16 | 1910       | Championnats du Sud de la France, Nice                  |                                                         | Terre (ext.)                                            | Max Decugis                                             | Josiah Ritchie                                          | 6–2, 6–4, 3–6, 13-11                                    |                                                         |
| 17 | 1911       | Championnats du Sud de la France, Nice                  |                                                         | Terre (ext.)                                            | Anthony Wilding                                         | Max Decugis                                             | 9-7, 6–0, 6–3                                           |                                                         |
| 18 | 1912       | Championnats du Sud de la France, Nice                  |                                                         | Terre (ext.)                                            | Max Decugis                                             | Maurice Germot                                          | 10-8, 4–6, 6–2 ab.                                      |                                                         |
| 19 | 1913       | Championnats du Sud de la France, Nice                  |                                                         | Terre (ext.)                                            | Max Decugis                                             | Friedrich-Wilhelm Rahe                                  | 7-9, 6–2, 6–3, 1–6, 6–3                                 |                                                         |
| 20 | 1914       | Championnats du Sud de la France, Nice                  |                                                         | Terre (ext.)                                            | Anthony Wilding                                         | Gordon Lowe                                             | 6–4, 6–4, 1–6, 6–2                                      |                                                         |
|    | 1915-1918  | Pas de tournoi en raison de la Première Guerre mondiale | Pas de tournoi en raison de la Première Guerre mondiale | Pas de tournoi en raison de la Première Guerre mondiale | Pas de tournoi en raison de la Première Guerre mondiale | Pas de tournoi en raison de la Première Guerre mondiale | Pas de tournoi en raison de la Première Guerre mondiale | Pas de tournoi en raison de la Première Guerre mondiale |
| 21 | 1919       | Championnats du Sud de la France, Nice                  |                                                         | Terre (ext.)                                            | Max Decugis                                             | Nicolae Mișu                                            | 6–3, 6–2, 6–1                                           |                                                         |
| 22 | 1920       | Championnats du Sud de la France, Nice                  |                                                         | Terre (ext.)                                            | Mikhail Sumarokov-Elston                                | Alain Gerbault                                          | 7–5, 6–2, 2–6, 3–6, 6–1                                 |                                                         |
| 23 | 1921       | Championnats du Sud de la France, Nice                  |                                                         | Terre (ext.)                                            | Mikhail Sumarokov-Elston                                | Mino Balbi Di Robecco                                   | 6–1, 6–1, 6–0                                           |                                                         |
| 24 | 1922       | Championnats du Sud de la France, Nice                  |                                                         | Terre (ext.)                                            | Mikhail Sumarokov-Elston                                | Henri Cochet                                            | 6–3, 6–3, 2–6, 7–5                                      |                                                         |
| 25 | 1923       | Championnats du Sud de la France, Nice                  |                                                         | Terre (ext.)                                            | Gordon Lowe                                             | Randolph Lycett                                         | 9-7, 3–6, 6–3, 6–2                                      |                                                         |
| 26 | 1924       | Championnats du Sud de la France, Nice                  |                                                         | Terre (ext.)                                            | René Lacoste                                            | Jean Washer                                             | 6–1, 6–0, 3–6, 7-9, 6–3                                 |                                                         |
| 27 | 1925       | Championnats du Sud de la France, Nice                  |                                                         | Terre (ext.)                                            | René Lacoste                                            | Gordon Lowe                                             | 6–1, 6–4, 6–3                                           |                                                         |
| 28 | 1926       | Championnats du Sud de la France, Nice                  |                                                         | Terre (ext.)                                            | Umberto de Morpurgo                                     | Henri Cochet                                            | 1–6, 6–2, 6–3, 6–3                                      |                                                         |
| 29 | 1927       | Championnats du Sud de la France, Nice                  |                                                         | Terre (ext.)                                            | Herman von Artens                                       | Brame Hillyard                                          | 2–6, 5–7, 6–1, 6–3, 10-8                                |                                                         |
| 30 | 1928       | Championnats du Sud de la France, Nice                  |                                                         | Terre (ext.)                                            | Charles Aeschlimann                                     | George Lyttleton-Rogers                                 | 7–5, 9-7, 6–1                                           |                                                         |
| 31 | 1929       | Championnats du Sud de la France, Nice                  |                                                         | Terre (ext.)                                            | Emmanuel du Plaix                                       | Herman von Artens                                       | 3–6, 6–1, 6–3, 6–0                                      |                                                         |
| 32 | 18-02-1930 | Championnats du sud de la France, Nice                  |                                                         | Terre (ext.)                                            | Bill Tilden                                             | George Lyttleton-Rogers                                 | 4-6, 8-6, 6-1, 5-7, 6-0                                 |                                                         |
| 33 | 1931       | Championnats du sud de la France, Nice                  |                                                         | Terre (ext.)                                            | George Lyttleton-Rogers                                 | Christian Boussus                                       | 4–6, 0–6, 6–4, 6–4, 6–0                                 |                                                         |
| 34 | 1932       | Championnats du Sud de la France, Nice                  |                                                         | Terre (ext.)                                            | Jacques Brugnon                                         | George Lyttleton-Rogers                                 | 6–2, 3–6, 2–6, 6–3, 6–2                                 |                                                         |
| 35 | 1933       | Championnats du Sud de la France, Nice                  |                                                         | Terre (ext.)                                            | George Lyttleton-Rogers                                 | Max Ellmer                                              | 6–3, 4–6, 6–4, 4–6, 8-6                                 |                                                         |
| 36 | 1934       | Championnats du Sud de la France, Nice                  |                                                         | Terre (ext.)                                            | George Lyttleton-Rogers                                 | Herman von Artens                                       | 2–6, 6–3, 2–6, 6–3, 6–2                                 |                                                         |
| 37 | 1935       | Championnats du Sud de la France, Nice                  |                                                         | Terre (ext.)                                            | Wilmer Hines                                            | Max Ellmer                                              | 6–2, 3–6, 6–1, 6–4                                      |                                                         |
| 38 | 1936       | Championnats du Sud de la France, Nice                  |                                                         | Terre (ext.)                                            | Jean Lesueur                                            | William W. Robertson                                    | 6–4, 6–4, 3–6, 6–3                                      |                                                         |
| 39 | 1937       | Championnats du Sud de la France, Nice                  |                                                         | Terre (ext.)                                            | Kho Sin-Kie                                             | Jean Lesueur                                            | 13–11, 6–3, 4–6, 6–3                                    |                                                         |
| 40 | 1938       | Championnats du Sud de la France, Nice                  |                                                         | Terre (ext.)                                            | Kho Sin-Kie                                             | Max Ellmer                                              | 6–1, 2–6, 6–0, 8–6                                      |                                                         |
| 41 | 1939       | Championnats du Sud de la France, Nice                  |                                                         | Terre (ext.)                                            | Constantin Tanasescu                                    | Kho Sin-Kie                                             | 2–6, 6–2, 6–3, 6–1                                      |                                                         |

### Féminin[3]
| No | Date       | Nom et lieu du tournoi                                  | Catégorie                                               | Surface                                                 | Vainqueur                                               | Finaliste                                               | Score                                                   |                                                         |
| -- | ---------- | ------------------------------------------------------- | ------------------------------------------------------- | ------------------------------------------------------- | ------------------------------------------------------- | ------------------------------------------------------- | ------------------------------------------------------- | ------------------------------------------------------- |
| 1  | 1895       | Championnats du Sud de la France, Nice                  |                                                         | Terre (ext.)                                            | Mlle Bernard                                            | Mlle Walpole                                            | 6-0, 6-1                                                |                                                         |
| 2  | 1896       | Championnats du Sud de la France, Nice                  |                                                         | Terre (ext.)                                            | Mme Booth                                               | Mlle Brooth                                             | 7-5, 4-6, 6-1                                           |                                                         |
| 3  | 1897       | Championnats du Sud de la France, Nice                  |                                                         | Terre (ext.)                                            | Mildred Brooksmith                                      | Clara von der Schulenburg                               | 6-1, 6-2                                                |                                                         |
| 4  | 1898       | Championnats du Sud de la France, Nice                  |                                                         | Terre (ext.)                                            | Mildred Brooksmith                                      | Mme Salisbury                                           | NC                                                      |                                                         |
| 5  | 1899       | Championnats du Sud de la France, Nice                  |                                                         | Terre (ext.)                                            | Mildred Brooksmith                                      | Marguerite Chalier                                      | 6–3, 6-0                                                |                                                         |
| 6  | 1900       | Championnats du Sud de la France, Nice                  |                                                         | Terre (ext.)                                            | Clara von der Schulenburg                               | Helen Pillans                                           | 6–2, 6–2                                                |                                                         |
| 7  | 1901       | Championnats du Sud de la France, Nice                  |                                                         | Terre (ext.)                                            | Blanche Hillyard                                        | Clara von der Schulenburg                               | 6-2, 6-3                                                |                                                         |
| 8  | 1902       | Championnats du Sud de la France, Nice                  |                                                         | Terre (ext.)                                            | Clara von der Schulenburg                               | Mildred Brooksmith                                      | 6-3, 6-3                                                |                                                         |
| 9  | 1903       | Championnats du Sud de la France, Nice                  |                                                         | Terre (ext.)                                            | Toupie Lowther                                          | Clara von der Schulenburg                               | 1-6, 6-1, 6-2                                           |                                                         |
| 10 | 1904       | Championnats du Sud de la France, Nice                  |                                                         | Terre (ext.)                                            | Clara von der Schulenburg                               | Margherita de Robiglio                                  | 8-6, 7-5                                                |                                                         |
| 11 | 1905       | Championnats du Sud de la France, Nice                  |                                                         | Terre (ext.)                                            | Connie Wilson                                           | Clara von der Schulenburg                               | 6-1, 2-6, 6-4                                           |                                                         |
| 12 | 1906       | Championnats du Sud de la France, Nice                  |                                                         | Terre (ext.)                                            | Toupie Lowther                                          | Gladys Eastlake-Smith                                   | 6-4, 5-7, 6-3                                           |                                                         |
| 13 | 1907       | Championnats du Sud de la France, Nice                  |                                                         | Terre (ext.)                                            | Gladys Eastlake-Smith                                   | Margit Madarász                                         | 10-8, 6-1                                               |                                                         |
| 14 | 1908       | Championnats du Sud de la France, Nice                  |                                                         | Terre (ext.)                                            | Dorothea Douglass Chambers                              | Rosamund Salusbury                                      | 6-2, 6-1                                                |                                                         |
| 15 | 1909       | Championnats du Sud de la France, Nice                  |                                                         | Terre (ext.)                                            | Clara von der Schulenburg                               | Jessie Tripp                                            | 6-1, 6-8, 6-0                                           |                                                         |
| 16 | 1910       | Championnats du Sud de la France, Nice                  |                                                         | Terre (ext.)                                            | Rosamund Salusbury                                      | Clara von der Schulenburg                               | 6-3, 4-6, 6-3                                           |                                                         |
| 17 | 1911       | Championnats du Sud de la France, Nice                  |                                                         | Terre (ext.)                                            | Dagmar von Krohn                                        | Hedwig Neresheimer                                      | 6-2, 2-6, 6-3                                           |                                                         |
| 18 | 1912       | Championnats du Sud de la France, Nice                  |                                                         | Terre (ext.)                                            | Jessie Tripp                                            | Margaret Tripp                                          | NC                                                      |                                                         |
| 19 | 1913       | Championnats du Sud de la France, Nice                  |                                                         | Terre (ext.)                                            | Dagmar von Krohn                                        | Blanche Colston                                         | 6–3, 6–1                                                |                                                         |
| 20 | 1914       | Championnats du Sud de la France, Nice                  |                                                         | Terre (ext.)                                            | Dorothea Douglass Chambers                              | Maud Stuart                                             | 6–2, 6–0                                                |                                                         |
|    | 1915-1918  | Pas de tournoi en raison de la Première Guerre mondiale | Pas de tournoi en raison de la Première Guerre mondiale | Pas de tournoi en raison de la Première Guerre mondiale | Pas de tournoi en raison de la Première Guerre mondiale | Pas de tournoi en raison de la Première Guerre mondiale | Pas de tournoi en raison de la Première Guerre mondiale | Pas de tournoi en raison de la Première Guerre mondiale |
| 21 | 1919       | Championnats du Sud de la France, Nice                  |                                                         | Terre (ext.)                                            | Suzanne Lenglen                                         | Doris Wolfson                                           | 6–0, 6–0                                                |                                                         |
| 22 | 14-03-1920 | Championnats du Sud de la France, Nice                  |                                                         | Terre (ext.)                                            | Geraldine Beamish                                       | Suzanne Lenglen                                         | NC                                                      |                                                         |
| 23 | 21-03-1921 | Championnats du Sud de la France, Nice                  |                                                         | Terre (ext.)                                            | Suzanne Lenglen                                         | Marcelle Septier                                        | 6–1, 6–1                                                |                                                         |
| 24 | 1922       | Championnats du Sud de la France, Nice                  |                                                         | Terre (ext.)                                            | Elizabeth Ryan                                          | Winifred Beamish                                        | 3-6, 6-3, 6-1                                           |                                                         |
| 25 | 19-03-1923 | Championnats du Sud de la France, Nice                  |                                                         | Terre (ext.)                                            | Suzanne Lenglen                                         | Elizabeth Ryan                                          | 6–1, 6–0                                                |                                                         |
| 26 | 1924       | Championnats du Sud de la France, Nice                  |                                                         | Terre (ext.)                                            | Suzanne Lenglen                                         | Phyllis Howkins                                         | 6-2, 6-1                                                |                                                         |
| 27 | 15-03-1925 | Championnats du Sud de la France, Nice                  |                                                         | Terre (ext.)                                            | Suzanne Lenglen                                         | Ermyntrude Harvey                                       | NC                                                      |                                                         |
| 28 | 03-1926    | Championnats du Sud de la France, Nice                  |                                                         | Terre (ext.)                                            | Helen Wills                                             | Isabella Mumford                                        | 6–0, 6–1                                                |                                                         |
| 29 | 1927       | Championnats du Sud de la France, Nice                  |                                                         | Terre (ext.)                                            | Lilí de Álvarez                                         | Phyllis Carr Satterthwaite                              | 6-3, 6-3                                                |                                                         |
| 30 | 1928       | Championnats du Sud de la France, Nice                  |                                                         | Terre (ext.)                                            | Paula Heimann von Reznicek                              | Cilly Aussem                                            | 6-3, 6-2                                                |                                                         |
| 31 | 1929       | Championnats du Sud de la France, Nice                  |                                                         | Terre (ext.)                                            | Paula Heimann von Reznicek                              | Phyllis Howkins                                         | 6-8, 6-2, 6-4                                           |                                                         |
| 32 | 1930       | Championnats du Sud de la France, Nice                  |                                                         | Terre (ext.)                                            | Cilly Aussem                                            | Carolyn Swartz Hirsch                                   | 6-0, 6-2                                                |                                                         |
| 33 | 1931       | Championnats du Sud de la France, Nice                  |                                                         | Terre (ext.)                                            | Phyllis Carr Satterthwaite                              | Paulette Marjollet                                      | 6-1, 6-3                                                |                                                         |
| 34 | 1932       | Championnats du Sud de la France, Nice                  |                                                         | Terre (ext.)                                            | Elizabeth Ryan                                          | Phyllis Carr Satterthwaite                              | 6–1, 6–3                                                |                                                         |
| 35 | 1933       | Championnats du Sud de la France, Nice                  |                                                         | Terre (ext.)                                            | Sheila Hewitt                                           | Cilly Aussem                                            | 6–4, 6–2                                                |                                                         |
| 36 | 1934       | Championnats du Sud de la France, Nice                  |                                                         | Terre (ext.)                                            | Muriel Thomas                                           | Mary Hardwick                                           | 6–1, 6–0                                                |                                                         |
| 37 | 1935       | Championnats du Sud de la France, Nice                  |                                                         | Terre (ext.)                                            | Simonne Mathieu                                         | Edith Belliard                                          | 10-12, 7-5, 6-3                                         |                                                         |
| 38 | 1936       | Championnats du Sud de la France, Nice                  |                                                         | Terre (ext.)                                            | Simonne Mathieu                                         | Phyllis Carr Satterthwaite                              | 6-1, 6-1                                                |                                                         |
| 39 | 1937       | Championnats du Sud de la France, Nice                  |                                                         | Terre (ext.)                                            | Simonne Mathieu                                         | Mary Hardwick                                           | 6-3, 2-6, 7-5                                           |                                                         |
| 40 | 1938       | Championnats du Sud de la France, Nice                  |                                                         | Terre (ext.)                                            | Gracyn Wheeler                                          | Anita Lizana                                            | 6-4, 6-2                                                |                                                         |
| 41 | 1939       | Championnats du Sud de la France, Nice                  |                                                         | Terre (ext.)                                            | Simonne Mathieu                                         | Gem Hoahing                                             | 6-0, 6-2                                                |                                                         |